# Aspilia itabaianenis
Aspilia itabaianenis là một loài thực vật có hoa trong họ Cúc. Loài này được J.Hoa Kỳantos mô tả khoa học đầu tiên năm 1994.